# 日本児童文学者協会賞
日本児童文学者協会賞（にほんじどうぶんがくしゃきょうかいしょう）は、社団法人日本児童文学者協会が、児童文学の創作、評論・研究の優れた単行本に対して毎年与える賞。対象作品は、前年の1月から12月に刊行された単行本。前身として1951年から1960年まで9回にわたって雑誌掲載作品も賞の対象とした児童文学者協会児童文学賞があった。ほかに1968年からの日本児童文学者協会新人賞がある。一人で二度受賞することも少なくない。本賞のほか、特別賞が与えられることがあるほかジャンルやグレードにより複数受賞の年もある。
野間児童文芸賞と並び児童文学の代表的な賞であるが、野間児童文芸賞は前年8月から当年7月が対象で年度賞としては唯一のものである。なお、日本児童文学学会による日本児童文学学会賞というのもあり、これは研究に与えられるものである。
該当作がなかった年が2回（1982年、1997年）あったが、年度のベストを決める賞に「該当作なし」はふさわしくないという意見が1997年の折に出て、その後、必ず受賞作を決めている。

## 受賞作一覧

### 児童文学者協会児童文学賞
（1951年～1960年）
| 回    | 年     | 作品                                         | 作者       | 版元・発表誌             |
| ----- | ------ | -------------------------------------------- | ---------- | ------------------------ |
| 第1回 | 1951年 | ラクダイ横丁／あすもおかしい／イツモシズカニ | 岡本良雄   | 「銀河」「日本児童文学」 |
| 第1回 | 1951年 | 柿の木のある家                               | 壺井栄     | 山ノ木書房               |
| 第2回 | 1952年 | 該当作なし                                   | 該当作なし | 該当作なし               |
| 第3回 | 1953年 | 該当作なし                                   | 該当作なし | 該当作なし               |
| 第4回 | 1954年 | 該当作なし                                   | 該当作なし | 該当作なし               |
| 第5回 | 1955年 | 鉄の町の少年                                 | 国分一太郎 | 新潮社                   |
| 第6回 | 1956年 | 日本の児童文学                               | 菅忠道     | 大月書店                 |
| 第7回 | 1957年 | 該当作なし                                   | 該当作なし | 該当作なし               |
| 中止  | 1958年 |                                              |            |                          |
| 第8回 | 1959年 | 該当作なし                                   | 該当作なし | 該当作なし               |
| 第9回 | 1960年 | 該当作なし                                   | 該当作なし | 該当作なし               |

### 日本児童文学者協会賞
（1961年～）

### 第1回 - 第10回
| 回     | 年     | 作品                           | 作者                                            | 版元         |
| ------ | ------ | ------------------------------ | ----------------------------------------------- | ------------ |
| 第1回  | 1961年 | 山が泣いてる                   | 鈴木実・高橋徳義・笹原俊雄 ・槇仙一郎・植松要作 | 理論社       |
| 第2回  | 1962年 | キューポラのある街             | 早船ちよ                                        | 弥生書房     |
| 第3回  | 1963年 | あり子の記                     | 香山美子                                        | 理論社       |
| 第4回  | 1964年 | 世界児童文学案内（評論・研究） | 神宮輝夫                                        | 理論社       |
| 第4回  | 1964年 | 星の牧場                       | 庄野英二                                        | 理論社       |
| 第5回  | 1965年 | マアおばさんはネコがすき       | 稲垣昌子                                        | 理論社       |
| 第5回  | 1965年 | 埋もれた日本                   | たかしよいち                                    | 牧書店       |
| 第6回  | 1966年 | シラカバと少女                 | 那須田稔                                        | 実業之日本社 |
| 第6回  | 1966年 | 肥後の石工                     | 今西祐行                                        | 実業之日本社 |
| 第7回  | 1967年 | 宿題ひきうけ株式会社           | 古田足日                                        | 理論社       |
| 第8回  | 1968年 | ヒョコタンの山羊               | 長崎源之助                                      | 理論社       |
| 第9回  | 1969年 | くろ助                         | 来栖良夫                                        | 岩崎書店     |
| 第9回  | 1969年 | 天文子守唄（辞退）             | 山中恒                                          | 理論社       |
| 第10回 | 1970年 | 魔神の海                       | 前川康男                                        | 講談社       |

### 第11回 - 第20回
| 回     | 年     | 作品                                                         | 作者                    | 出版社     |
| ------ | ------ | ------------------------------------------------------------ | ----------------------- | ---------- |
| 第11回 | 1971年 | さらばハイウェイ                                             | 砂田弘                  | 偕成社     |
| 第12回 | 1972年 | 小さい心の旅                                                 | 関英雄                  | 偕成社     |
| 第12回 | 1972年 | 日本童謡史（評論・研究）                                     | 藤田圭雄                | あかね書房 |
| 第13回 | 1973年 | 赤い帆の舟                                                   | 久保喬                  | 偕成社     |
| 第13回 | 1973年 | でんでんむしの競馬                                           | 安藤美紀夫              | 偕成社     |
| 第14回 | 1974年 | ぼんぼん                                                     | 今江祥智                | 理論社     |
| 第14回 | 1974年 | 花咲か                                                       | 岩崎京子                | 偕成社     |
| 第15回 | 1975年 | 生きることの意味                                             | 高史明                  | 筑摩書房   |
| 第15回 | 1975年 | 『児童文学論集』第二巻「現代児童文学への問いかけ」（特別賞） | 横谷輝                  | 偕成社     |
| 第16回 | 1976年 | 日本児童文学史年表（評論・研究）                             | 鳥越信                  | 明治書院   |
| 第16回 | 1976年 | 植物のうた（詩集）                                           | まど・みちお            | 講談社     |
| 第17回 | 1977年 | 白赤だすき小〇の旗風                                         | 後藤竜二                | 講談社     |
| 第17回 | 1977年 | 石切り山の人びと                                             | 竹崎有斐                | 偕成社     |
| 第17回 | 1977年 | 日本児童演劇史（評論・研究）                                 | 冨田博之                | 東京書籍   |
| 第18回 | 1978年 | 天の赤馬                                                     | 斎藤隆介 滝平二郎(画)   | 岩崎書店   |
| 第18回 | 1978年 | トンネル山の子どもたち                                       | 長崎源之助 梶山俊夫(画) | 偕成社     |
| 第19回 | 1979年 | いないいないばあや                                           | 神沢利子                | 岩波書店   |
| 第20回 | 1980年 | 私のアンネ＝フランク                                         | 松谷みよ子 司修(絵)     | 偕成社     |

### 第21回 - 第30回
| 回     | 年     | 作品                           | 作者                  | 出版社     |
| ------ | ------ | ------------------------------ | --------------------- | ---------- |
| 第21回 | 1981年 | 七つばなし百万石               | かつおきんや          | 偕成社     |
| 第21回 | 1981年 | 昼と夜のあいだ                 | 川村たかし            | 偕成社     |
| 第22回 | 1982年 | 該当作なし                     | 該当作なし            | 該当作なし |
| 第23回 | 1983年 | ひげよ、さらば                 | 上野瞭                | 理論社     |
| 第23回 | 1983年 | 少年たち                       | 後藤竜二              | 講談社     |
| 第23回 | 1983年 | 落穂ひろい（特別賞）           | 瀬田貞二              | 福音館書店 |
| 第24回 | 1984年 | 同級生たち                     | 佐々木赫子            | 偕成社     |
| 第25回 | 1985年 | 体験的児童文学史（評論・研究） | 関英雄                | 理論社     |
| 第25回 | 1985年 | 子ども闘牛士（特別賞）         | 竹中郁                | 理論社     |
| 第26回 | 1986年 | 昔、そこに森があった           | 飯田栄彦 太田大八(絵) | 理論社     |
| 第26回 | 1986年 | 草原 ぼくと子っこ牛の大地      | 加藤多一 長新太(絵)   | あかね書房 |
| 第27回 | 1987年 | 学校ウサギをつかまえろ         | 岡田淳                | 偕成社     |
| 第27回 | 1987年 | 街かどの夏休み                 | 木暮正夫              | 旺文社     |
| 第28回 | 1988年 | 海のメダカ                     | 皿海達哉 長新太(画)   | 偕成社     |
| 第29回 | 1989年 | 新十津川物語（全10巻）         | 川村たかし            | 偕成社     |
| 第29回 | 1989年 | 京のかざぐるま                 | 吉橋通夫              | 岩崎書店   |
| 第30回 | 1990年 | 桂子は風のなかで               | 宮川ひろ              | 岩崎書店   |

### 第31回 - 第40回
| 回     | 年     | 作品                                         | 作者                    | 出版社     |
| ------ | ------ | -------------------------------------------- | ----------------------- | ---------- |
| 第31回 | 1991年 | 眠れない子（特別賞）                         | 大石真                  | 講談社     |
| 第32回 | 1992年 | カモメの家                                   | 山下明生 宇野亜喜良(絵) | 理論社     |
| 第33回 | 1993年 | 亀八                                         | 舟崎靖子                | 偕成社     |
| 第33回 | 1993年 | 子どもの本のまなざし（評論・研究）           | 清水真砂子              | 宝島社     |
| 第34回 | 1994年 | 青春航路ふぇにっくす丸                       | 八束澄子                | 文溪堂     |
| 第35回 | 1995年 | お江戸の百太郎乙松、宙に舞う                 | 那須正幹                | 岩崎書店   |
| 第36回 | 1996年 | ギンヤンマ飛ぶ空                             | 北村けんじ              | 小峰書店   |
| 第37回 | 1997年 | 該当作なし                                   | 該当作なし              | 該当作なし |
| 第38回 | 1998年 | イグアナくんのおじゃまな毎日                 | 佐藤多佳子              | 偕成社     |
| 第39回 | 1999年 | バッテリーII                                 | あさのあつこ            | 教育画劇   |
| 第39回 | 1999年 | ハテルマシキナ よみがえりの島 波照間（詩集） | 桜井信夫                | かど創房   |
| 第40回 | 2000年 | 闇の守り人                                   | 上橋菜穂子              | 偕成社     |
| 第40回 | 2000年 | トゥインクル                                 | 長崎夏海                | 小峰書店   |

### 第41回 - 第50回
| 回     | 年     | 作品                                 | 作者         | 出版社       |
| ------ | ------ | ------------------------------------ | ------------ | ------------ |
| 第41回 | 2001年 | ぬくい山のきつね                     | 最上一平     | 新日本出版社 |
| 第42回 | 2002年 | 空ゆく舟                             | 沖井千代子   | 小峰書店     |
| 第42回 | 2002年 | ぎりぎりトライアングル               | 花形みつる   | 講談社       |
| 第43回 | 2003年 | ひなこちゃんと歩く道                 | 岡田なおこ   | 童心社       |
| 第43回 | 2003年 | 水底の棺                             | 中川なをみ   | くもん出版   |
| 第44回 | 2004年 | ユウキ                               | 伊藤遊       | 福音館書店   |
| 第44回 | 2004年 | 砂田弘評論集成（特別賞）             | 砂田弘       | てらいんく   |
| 第45回 | 2005年 | 4つの初めての物語                    | さとうまきこ | ポプラ社     |
| 第45回 | 2005年 | ズッコケ三人組シリーズ（特別賞）     | 那須正幹     | ポプラ社     |
| 第46回 | 2006年 | 風神秘抄                             | 荻原規子     | 徳間書店     |
| 第46回 | 2006年 | 児童文学のなかの障害者（評論・研究） | 長谷川潮     | ぶどう社     |
| 第47回 | 2007年 | ハーフ                               | 草野たき     | ポプラ社     |
| 第48回 | 2008年 | そのぬくもりはきえない               | 岩瀬成子     | 偕成社       |
| 第48回 | 2008年 | 猫町五十四番地（詩集）               | 間中ケイ子   | てらいんく   |
| 第49回 | 2009年 | やぶ坂に吹く風                       | 高橋秀雄     | 小峰書店     |
| 第50回 | 2010年 | 園芸少年                             | 魚住直子     | 講談社       |
| 第50回 | 2010年 | 風の陰陽師                           | 三田村信行   | ポプラ社     |

### 第51回 - 第60回
| 回     | 年     | 作品                                  | 作者         | 出版社       |
| ------ | ------ | ------------------------------------- | ------------ | ------------ |
| 第51回 | 2011年 | 皿と紙ひこうき                        | 石井睦美     | 講談社       |
| 第51回 | 2011年 | ヤマトシジミの食卓                    | 吉田道子     | くもん出版   |
| 第52回 | 2012年 | ヒロシマ                              | 那須正幹     | ポプラ社     |
| 第53回 | 2013年 | チャーシューの月                      | 村中李衣     | 小峰書店     |
| 第54回 | 2014年 | 星（詩集）                            | 武鹿悦子     | 岩崎書店     |
| 第55回 | 2015年 | あひるの手紙                          | 朽木祥       | 佼成出版社   |
| 第56回 | 2016年 | トンヤンクイがやってきた              | 岡崎ひでたか | 新日本出版社 |
| 第57回 | 2017年 | なりたて中学生 初級編・中級編・上級編 | ひこ・田中   | 講談社       |
| 第58回 | 2018年 | こんぴら狗                            | 今井恭子     | くもん出版   |
| 第59回 | 2019年 | むこう岸                              | 安田夏菜     | 講談社       |
| 第60回 | 2020年 | アドリブ                              | 佐藤まどか   | あすなろ書房 |

### 第61回 - 第70回
| 回     | 年     | 作品                         | 作者       | 出版社     |
| ------ | ------ | ---------------------------- | ---------- | ---------- |
| 第61回 | 2021年 | 拝啓パンクスノットデッドさま | 石川宏千花 | くもん出版 |
| 第61回 | 2021年 | 万葉と令和をつなぐアキアカネ | 山口進     | 岩崎書店   |
| 第62回 | 2022年 | 夜叉神川                     | 安東みきえ | 講談社     |
| 第62回 | 2022年 | オイモはときどきいなくなる   | 田中哲弥   | 福音館書店 |
| 第63回 | 2023年 | マスク越しのおはよう         | 山本悦子   | 講談社     |
| 第64回 | 2024年 | あした、弁当を作る。         | ひこ・田中 | 講談社     |
| 第65回 | 2025年 | 真実の口                     | いとうみく | 講談社     |

## 参照
1. ↑  『日本児童文学』1997年8月号